# محمد إسماعيلوف
محمد إسماعيلوف (بالروسية: Исмаилов، Магомед Гасанович) لاعب فنون قتالية روسي، يصارع حاليًا في قسم الوزن الثقيل لبطولة أخمات الممتازة، وهو مصارع محترف منذ 2011، صارع سابقًا في رابطة أم-1 وفايت نايتس جلوبل، حاليًا هو المصنف الأول في بطولة أخمات.

## حياته
ولد محمد إسماعيلوف في 21 جوان 1986 في مدينة نيجني تاجيل، في أوبلاست سفردلوفسك وفي السابعة من عمره إنتقل مع أهله إلى ماشاشكالا، أين بدأ ممارسة المصارعة الحرة في سن 12، وبعدها في موسكو حيث تدرب مع فرقة « العمال الاحتياطيين ».
هو أيضًا بطل سابق للعالم في السامبو القتالي، وحاصل على الأستاذية في هذا الفن على مستوى روسيا والعالم.

## المسار الهاوي
إبتدأ حياته مصارعًا حرًا و سبق له الفوز بالميدالية البرونزية في بطولة داغستان، كذلك تم تتويجه بطلا في بطولات موسكو، وبطولات دولية، بعدها أتقن فن السامبو القتالي في الجيش الروسي وشارك أيضًا في بطولاته وفاز بجوائز في بطولة الجنرال مارجلوف.
بعد خروجه من التعبئة استمر في ممارسة فن السامبو القتالي في النادي الذهبي لموسكو، وفاز بالميدالية البرونزية في بطولة روسيا للسامبو القتالي سنة 2010 و بالميدالية الذهبية سنة 2011 و في سنة 2012 فاز بالبطولة العالمية للسامبو القتالي، حينها فاز أيضًا بتصنيف أستاذ سامبو قتالي في روسيا والعالم.

## المسار المحترف
بعد ثلاثة إنتصارات في الفنون المختلطة الهاوية، إنتقل إلى الإحتراف في مارس 2011 عند انضمامه لرابطة أم-1 الروسية للقتال المختلط، حيث صارع 5 مرات وفاز في 4 منها.
في سنة 2012 صارع في بطولة روسيا للقتال المختلط وفاز ببطولة الوزن الثقيل المنخفض، بعد أن إنتصر في النهائي ضد رشيد يوسوبوف.
من 2014 إلى 2017 صارع في منازلات إستعراضية وفاز بها كلها تقريبا ما عدا صراعه مع المصارع الفرنسي كزافيي فوبا بوكام الذي نظم في فرنسا وانتهى بقرار تحكيمي مثير للجدل لصالح الفرنسي.
و منذ 2018 إنظم إلى رابطة فايت نايتس جلوبل الروسية حيث فاز على البرازيلي الدامار الكانتارا، وتعادل مع فلاديمير مينيف بقرار من الحكام.

## وصلات خارجية
- إحصائيات المصارع من موقع شيردوج